# Xã Ordway, Quận Brown, South Dakota
Xã Ordway (tiếng Anh: Ordway Township) là một xã thuộc quận Brown, tiểu bang Nam Dakota, Hoa Kỳ. Năm 2010, dân số của xã này là 300 người.